# Festubert
 Festubert  es una población y comuna francesa, situada en la región de Norte-Paso de Calais, departamento de Paso de Calais, en el distrito de Béthune y cantón de Cambrin.Allí ocurrió la batalla de Festubert

## Demografía
| 691 | 679 | 670 | 770 | 1046 | 1120 |
| Para los censos de 1962 a 1999 la población legal corresponde a la población sin duplicidades (Fuente: INSEE [Consultar]) |     |     |     |      |      |